# Superman/Wonder Woman
Superman/Wonder Woman (с англ. — «Супермен/Чудо-женщина») — серия комиксов, которую в 2013—2016 годах издавала компания DC Comics. Повествует о приключениях Супермена и Чудо-женщины.

### Выпуски
| №  | Дата выхода      | Оценка на Comic Book Roundup    | Предполагаемый объём продаж (первый месяц) |
| -- | ---------------- | ------------------------------- | ------------------------------------------ |
| 1  | 9 октября 2013   | 7,6 из 10 на основе 34 рецензий | 94 859, позиция в Северной Америке — 7     |
| 2  | 13 ноября 2013   | 8,1 из 10 на основе 19 рецензий | 60 185, позиция в Северной Америке — 20    |
| 3  | 11 декабря 2013  | 7,9 из 10 на основе 20 рецензий | 51 357, позиция в Северной Америке — 32    |
| 4  | 15 января 2014   | 8 из 10 на основе 17 рецензий   | 47 350, позиция в Северной Америке — 28    |
| 5  | 12 февраля 2014  | 8,1 из 10 на основе 16 рецензий | 44 847, позиция в Северной Америке — 31    |
| 6  | 12 марта 2014    | 8,2 из 10 на основе 13 рецензий | 43 308, позиция в Северной Америке — 36    |
| 7  | 9 апреля 2014    | 6 из 10 на основе 18 рецензий   | 45 157, позиция в Северной Америке — 36    |
| 8  | 14 мая 2014      | 7,8 из 10 на основе 12 рецензий | 47 803, позиция в Северной Америке — 32    |
| 9  | 11 июня 2014     | 7,5 из 10 на основе 13 рецензий | 62 659, позиция в Северной Америке — 13    |
| 10 | 9 июля 2014      | 6,6 из 10 на основе 10 рецензий | 50 254, позиция в Северной Америке — 37    |
| 11 | 13 августа 2014  | 6,1 из 10 на основе 12 рецензий | 50 550, позиция в Северной Америке — 27    |
| 12 | 8 октября 2014   | 7,6 из 10 на основе 5 рецензий  | 47 885, позиция в Северной Америке — 49    |
| 13 | 19 ноября 2014   | 6,9 из 10 на основе 6 рецензий  | 44 013, позиция в Северной Америке — 40    |
| 14 | 24 декабря 2014  | 5,3 из 10 на основе 5 рецензий  | 41 231, позиция в Северной Америке — 45    |
| 15 | 14 января 2015   | 4,3 из 10 на основе 6 рецензий  | 36 877, позиция в Северной Америке — 44    |
| 16 | 18 февраля 2015  | 5,7 из 10 на основе 4 рецензий  | 38 550, позиция в Северной Америке — 47    |
| 17 | 1 апреля 2015    | 5,7 из 10 на основе 4 рецензий  | 39 868, позиция в Северной Америке — 59    |
| 18 | 17 июня 2015     | 6,1 из 10 на основе 7 рецензий  | 39 787, позиция в Северной Америке — 61    |
| 19 | 15 июля 2015     | 7,2 из 10 на основе 9 рецензий  | 36 666, позиция в Северной Америке — 57    |
| 20 | 19 августа 2015  | 7,2 из 10 на основе 10 рецензий | 38 834, позиция в Северной Америке — 41    |
| 21 | 16 сентября 2015 | 6,3 из 10 на основе 8 рецензий  | 34 349, позиция в Северной Америке — 48    |
| 22 | 21 октября 2015  | 4,6 из 10 на основе 5 рецензий  | 32 044, позиция в Северной Америке — 72    |
| 23 | 25 ноября 2015   | 5,2 из 10 на основе 2 рецензий  | 31 315, позиция в Северной Америке — 89    |
| 24 | 30 декабря 2015  | 6,8 из 10 на основе 2 рецензий  | 25 000, позиция в Северной Америке — 110   |
| 25 | 20 января 2016   | 6,4 из 10 на основе 5 рецензий  | 29 087, позиция в Северной Америке — 66    |
| 26 | 24 февраля 2016  | 6,3 из 10 на основе 3 рецензий  | 32 108, позиция в Северной Америке — 56    |
| 27 | 16 марта 2016    | 4,2 из 10 на основе 2 рецензий  | 32 707, позиция в Северной Америке — 57    |
| 28 | 27 апреля 2016   | 6,1 из 10 на основе 11 рецензий | 28 812, позиция в Северной Америке — 66    |
| 29 | 18 мая 2016      | 6,4 из 10 на основе 9 рецензий  | 28 569, позиция в Северной Америке — 63    |

### Ваншоты
| № | Название    | Дата выхода      | Оценка на Comic Book Roundup   | Предполагаемый объём продаж (первый месяц) |
| - | ----------- | ---------------- | ------------------------------ | ------------------------------------------ |
| 1 | Futures End | 17 сентября 2014 | 6,8 из 10 на основе 6 рецензий | 68 271, позиция в Северной Америке — 16    |

### Ежегодники
| № | Дата выхода     | Оценка на Comic Book Roundup    | Предполагаемый объём продаж (первый месяц) |
| - | --------------- | ------------------------------- | ------------------------------------------ |
| 1 | 6 августа 2014  | 7,3 из 10 на основе 10 рецензий | 42 094, позиция в Северной Америке — 38    |
| 2 | 30 декабря 2015 | 7,3 из 10 на основе 6 рецензий  | 22 414, позиция в Северной Америке — 122   |

### Коллекционные издания
| № | Название          | Собранный материал                                                                               | Кол-во страниц | Дата выхода      | ISBN           | Предполагаемый объём продаж (первый месяц) |
| - | ----------------- | ------------------------------------------------------------------------------------------------ | -------------- | ---------------- | -------------- | ------------------------------------------ |
| 1 | Power Couple      | Superman/Wonder Woman #1-7                                                                       | 200            | 17 сентября 2014 | 978-1401248987 | 3 114, позиция в Северной Америке — 15     |
| 2 | War and Peace     | Superman/Wonder Woman #8-12, Annual #1, The New 52: Futures End #1, Wonder Woman: Futures End #1 | 224            | 18 марта 2015    | 978-1401253479 | 1 658, позиция в Северной Америке — 52     |
| 3 | Casualties of War | Superman/Wonder Woman #13-17                                                                     | 168            | 18 ноября 2015   | 978-1401257682 | 1 413, позиция в Северной Америке — 81     |
| 4 | Dark Truth        | Superman/Wonder Woman #18-24                                                                     | 200            | 8 июня 2016      | 978-1401263225 | 1 088, позиция в Северной Америке — 140    |
| 5 | A Savage End      | Superman/Wonder Woman #25-31, Annual #2                                                          | 208            | 21 декабря 2016  | 978-1401265458 | 874, позиция в Северной Америке — 137      |

## Отзывы
На сайте Comic Book Roundup серия имеет оценку 6,6 из 10 на основе 287 рецензий. Мелисса Грей из IGN дала первому выпуску 7,8 балла из 10 и написала, что в нём «есть почти всё», что мог бы пожелать читатель в комиксе о супергероях. Джим Джонсон из Comic Book Resources, обозревая первый выпуск, похвалил художников.